# Petstrana ortokupolarotunda
| Petstrana ortokupolarotunda | Petstrana ortokupolarotunda                 |
| --------------------------- | ------------------------------------------- |
|                             |                                             |
| Vrsta                       | Johnsonovo telo J31-J32-J33                 |
| Stranske ploskve            | 3.5 trikotnikov 5 kvadratov 2+5 petkotnikov |
| Oglišča                     | 25                                          |
| Robovi                      | 50                                          |
| Konfiguracija oglišča       | 10(3.4.3.5) 5(3.4.5.4) 2.5(3.5.3.5)         |
| Grupa simetrije             | C5v                                         |
| Dualni polieder             | -                                           |
| Lastnosti                   | konveksen                                   |
| mreža telesa                |                                             |

Petstrana ortokuloplarotunda je v geometriji eno izmed Johnsonovih teles (J32). Kot že ime nakazuje jo lahko dobimo tako, da združimo petstrano kupolo (J5) in petstrano rotundo (J6) vzdolž njenih desetkotnih osnovnih ploskev tako, da se ujemajo petstrane stranske ploskve.

## Prostornina in površina
Naslednja izraza za prostornino (V) in površino (P) sta uporabna, če so vse stranske ploskve pravilne in imajo dolžino roba a 
{\displaystyle V={\frac {5}{12}}(11+5{\sqrt {5}})a^{3}\approx 9,24181...a^{3}}
{\displaystyle P=(5+{\frac {1}{4}}{\sqrt {1900+490{\sqrt {5}}+210{\sqrt {75+30{\sqrt {5}}}}}})a^{2}\approx 23,5385...a^{2}}